# جین جونز
جین جونز (انگلیسی: Gene Jones) بازیگر اهل ایالات متحده آمریکا است.
از فیلم‌ها یا برنامه‌های تلویزیونی که وی در آن نقش داشته است، می‌توان به جایی برای پیرمردها نیست، هفت‌آیین و هشت نفرت‌انگیز اشاره کرد.